# Скупштина европских региона
Скупштина европских региона, СЕР (енгл. Assembly of european regions, AER) је највећа независна мрежа региона у Европи. Окупљајући регионе из 35 држава и 15 међурегионалних организација. СЕР представља политички глас њених чланица и форум за међурегионалну сарадњу.

## Историјска позадина
У Лувен ла Неву у Валонском Брабанту 15. јуна 1985. године 47 региона и 9 међурегионалних организација је основало Савјет региона Европа (СРЕ; енгл. Council of the Regions of Europe, CRE), који је у новембру 1987. године на другом генералном састанку регија Европе у Бриселу постао Скупштина европских региона.

## Дефиниција „региона”
Према статуту СЕР-а, израз „регион” се односи на територијалну власт која постоји на нивоу одмах испод централне владе, са сопственим политичким представништвом у виду изборне регионалне скупштине.

## СЕР жели
- Да успостави принцип супсидијарности као водећег принципа политике у Европи.
- Да промовише регионалне интересе насупрот европским и националним интересима.
- Да утјелотвори и одрази регионалне димензије у Европи и учини их видљивијим на европском континенту.
- Да осигура да региони остају покретачка снага политичког, економског и социјалног развој са циљем остваривања вишеслојна Европе.